# روبرت مارديني
روبرت مارديني (من مواليد 6 أغسطس 1972) هو لبناني سويسري إنساني يعمل في اللجنة الدولية للصليب الأحمر ويشغل منصب مديرها العام منذ عام 2020.

## النشأة والتعليم
ولد مارديني ونشأ في طرابلس، لبنان. تلقى تعليمه في مدرسة الليسيه الفرنسية اللبنانية ألفونس دو لامارتين وفي مدرسة لوزان الاتحادية للعلوم التطبيقية) في سويسرا، حيث حصل على درجة الماجستير في العلوم في الهندسة المدنية والهيدروليكا في عام 1996

## المهنة
انضم "مارديني" إلى اللجنة الدولية في عام 1997 حيث قام بتنسيق برامج هندسة المياه في رواندا والعراق، قبل أن يقود وحدة المياه والإسكان التابعة للمنظمة بمشاريع في أكثر من 40 بلدًا، مما أدى إلى تحسين الوصول إلى خدمات المياه والصرف الصحي والنظافة الصحية لنحو 14 مليون شخص سنويًا. وشغل العديد من المناصب العليا داخل المنظمة، بما في ذلك نائب المدير العام (2010-2012)، والمدير الإقليمي للشرق الأدنى والأوسط (2012-2018)، والمراقب الدائم للجنة الدولية لدى الأمم المتحدة ورئيس الوفد في الأمم المتحدة. نيويورك (2018-2020). وفي هذا الدور الأخير، أدار مارديني العمل الدبلوماسي للجنة الدولية مع مجلس الأمن التابع للأمم المتحدة والجمعية العامة للأمم المتحدة والدول الأعضاء وكيانات الأمم المتحدة للتأثير على القرارات المتعلقة بالقضايا الإنسانية عبر مواضيع السياسة والسياقات الجغرافية. وقد تحدث ونشر حول مجموعة واسعة من القضايا الرئيسية مثل الصراع المسلح والأزمات الإنسانية في الشرق الأوسط؛ القانون الدولي الإنساني؛ العنف الجنسي في حالات النزاع؛ العمل الإنساني وتدابير مكافحة الإرهاب؛ ومستقبل العمل الإنساني. عين مارديني مديرًا عامًا للجنة الدولية في أكتوبر 2019، وتولى منصبه في 30 مارس 2020. في أكتوبر 2020، حصل على جائزة خريجي مدرسة لوزان الاتحادية للعلوم التطبيقية عن "حياته المهنية الاستثنائية".
بدأت ولاية مارديني خلال جائحة كوفيد-19، وسرعان ما أعقبه الصراع الدولي المسلح بين روسيا وأوكرانيا، والذي عجل بفترة من الاحتياجات الإنسانية غير العادية في جميع أنحاء العالم مقابل تقلص ميزانيات المساعدات. ونتيجة لذلك، واجهت ميزانية اللجنة الدولية المقررة لعام 2023 البالغة 2.79 مليار فرنك سويسري (2.99 مليار دولار) - والتي تركز على العديد من الأزمات الإنسانية الأكثر إهمالًا والأكثر نقصًا في التمويل في العالم - عجزًا محتملاً يصل إلى 700 مليون فرنك سويسري.

## الحياة الشخصية
مارديني يحمل الجنسيتين اللبنانية والسويسرية. وهو متزوج وله ابنتان.